# 柯創盛
柯創盛，MH（1973年7月9日—），曾任香港立法會議員及觀塘區議會主席，現任觀塘中選區議員。生於香港，籍貫廣東潮州，民建聯選舉會員。自稱持有於2010至2013年其間透過 Raffles Academy - World Education Council 兼讀並完成英國諾丁漢特倫特大學的工商管理碩士遠距課程，但被該校揭穿並無他的就學記錄。

## 簡歷
柯創盛早年在藍田邨14座生活。他曾就讀邨內的培成小學（現為大埔聖公會阮鄭夢芹銀禧小學），在1989年畢業於聖公會兆強小學，後就讀於聖公會基孝中學。
1994年，於油塘普照書院（Po Chiu College，現重建為天主教普照中學）中五畢業。畢業後因家境問題而無法升學，遂投身社會工作，任職立法局譚耀宗議員助理。
2011年，柯與拍拖16年的女友結婚。
2013年，完成諾丁漢特倫特大學工商管理碩士課程。(大學指無同名學生紀錄)

## 參選區議會
1999年，柯創盛首次代表民建聯參與區議會選舉，以2597票對616票大比數擊敗民主派支持的對手陳子強當選。
2003年香港區議會選舉，柯創盛再次以壓倒性的3393票對900票打敗了民主派支持的對手高錦豐連任。
2007年及2011年香港區議會選舉中，柯創盛在沒有對手下自動當選連任。并在2011年香港選舉委員會界別分組選舉，港九各區議會界別以130票當選該界別選委。
2019年區議會選舉，民建聯的柯創盛僅以不足200票之差，險勝空降參選的人民力量譚得志，第5次連任觀塘區議員。
2021年9月7日，柯創盛獲選為觀塘區議會主席，接替早前請辭的前觀塘區議會主席蔡澤鴻。
2023年區議會選舉，因選區合併，民建聯柯創盛改於觀塘中選區出選，並成功第六度連任觀塘區議員。

## 參選立法會
2012年香港立法會選舉，7月與九龍東立法會議員陳鑑林、黃大仙區議員黎榮浩及觀塘區議員洪錦鉉合組四人名單報名參選立法會九龍東分區直選議席，但未能當選。
於2016年香港立法會選舉，柯接替陳鑑林，於民建聯九龍東名單當中排第一位。參選期間，柯創盛面對傳媒就學歷問題質詢，連所屬學校的名稱也未能回答。雖然如此，柯創盛仍然當選成為立法會議員。
2020年6月10日，柯創盛以家庭理由，放棄在2020年香港立法會選舉競逐連任，但仍會繼續其區議員工作。
2020年8月11日，第六屆立法會將繼續運作最少一年至2021年9月，而柯支持全國人大常委會的決定。
2023年6月13日，柯創盛在社交平台發文，指有人在街上貼「街招造謠」，其一街招指出柯有意再參選立法會：「重（仲）話今年參選立法局（會）議員？」。

## 榮譽
他曾於2004年獲行政長官頒發行政長官社區服務獎狀，及2011年獲行政長官頒發榮譽勳章。  

## COVID-19期間表現
2020年1月8日，立法會就武漢不明肺炎舉行緊急質詢，柯創盛指市民感到恐慌，要求當局交代如何確保口罩供應，但本人就戴錯口罩，正反調轉，變成「錯誤示範」。陳肇始回應質詢時，不點名提醒不正確戴口罩也會有機會傳染。

## 學歷爭議
2016年立法會選舉，柯創盛代表民建聯出戰九龍東，其選舉官網上顯示最高學歷為碩士。
2016年8月，柯接受訪問/質詢期間，未能回應記者有關自己在SPACE（香港大學專業進修學院）取得社會科學學士學位的問題，僅回應「遲啲補充畀你」。當被追問是在何時修讀時，柯僅稱：「幾時嘅嘢呢個真係要返去睇番。」。
2016年8月15日，柯在其社交網Facebook直播中解畫，自言透過Raffles Academy - World Education Council 在2010年遙距修讀諾丁漢特倫特大學的工商管理碩士，於2013年畢業，並且展示其遙距課程畢業證書。
2016年8月27日，諾丁漢特倫特大學發言人表示學生紀錄中並沒有柯。但柯回應記者稱已聯絡大學助核實其本人身份。
2016年10月，柯在立法會傳媒茶敘強調自己有學士同碩士證書，擺咗喺屋企。
2016年立法會選舉當選後，其立法會議員履歷 - 學歷及專業資格一列中並沒有顯示其相關碩士學歷。
2023年，柯在區議會選舉观塘中選區中當選，其後暨南大學校友會官方微信網誌恭賀柯勝出，並揭示柯在2018年起於廣州暨南大學就讀行政管理专业硕士研究課程。

## 公職
- 屋宇署樓宇貸款審批委員會委員
- 民政事務總署上訴團(樓宇建築)
- 廣田邨屋邨管理諮詢委員會委員

區議會服務：
- 觀塘區議會主席
- 觀塘區議會民選議員
- 房屋事務委員會主席
- 文化、康樂及體育事務委員會委員
- 地區設施管理委員會委員
- 環境及衛生委員會委員
- 財務及行政委員會委員
- 社會服務委員會委員
- 交通及運輸委員會委員
- 地區工程專責小組委員
- 觀塘區發展及重建專責小組委員

## 參看
- 柯創盛議員辦事處（页面存档备份，存于）

## 外部連結
- Office of District Councillor Or Chong Shing 柯創盛議員辦事處 facebook
- 2012年立法會選舉網站（页面存档备份，存于）
- 2012年民建聯立法會選舉網站
- 柯仔blog（页面存档备份，存于）
- 1999年區議會選舉結果(觀塘區)
- 2003年區議會選舉結果(觀塘區)
- 2007年區議會選舉結果(觀塘區)

| 議會席位      | 議會席位                   | 議會席位    |
| ------------- | -------------------------- | ----------- |
| 前任： 李廷傑 | 觀塘區議會廣德選區 2000年— | 繼任： 現任 |